# 비굴레우스 폰 크라이트마이어

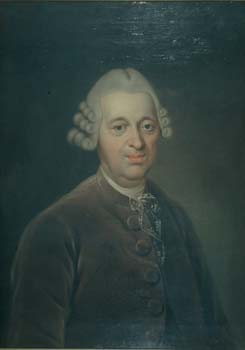
비굴레우스 폰 크라이트마이어, 제작 연도 미상의 초상화

비굴레우스 크사베리우스 알로이시우스 크라이트마이어(독일어: Wiguläus Xaverius Aloysius Kreittmayr), 1745년 이후로는 프라이헤어 폰 크라이트마이어(독일어: Freiherr von Kreittmayr, 1705년 12월 14일 – 1790년 10월 27일)는 1758년부터 바이에른 선제후국의 공공 행정 책임자( Wirklicher Geheimer Staatskanzler, 주 총리 )를 역임한 바이에른의 법률가이자 공무원이다.
크라이트마이어는 입법자로서 업적을 세웠다. 1725년부터 바이에른 행정부의 주요 구성원으로 활동하면서, 바이에른 형법(1751년)과 민사소송법(1753년) 및 민법(Codex Maximilianeus bavaricus civilis, 1756년)의 초안을 구성했다. 그가 만든 형법은 1813년까지도 유효한 범죄 형법으로 적용되었으며, 계몽 시대 이전의 가톨릭적인 시각이 반영되어있다. 다만 시간이 흐르고 18세기 후반부터는 불충분한 점이 많다는 것이 입증되어 한계를 맞이하였다. 시대에 못 미친다는 평가에도 불구하고 크라이트마이어가 만든 민법 개정은 1900년까지 지속되었다. 그의 바이에른 민법과 공법에 대해 남긴 상세한 주석은 크라이트마이어가 품고 있던 실용적이고 현실적인 법에 대한 이해를 반영하고 있기 때문에 법률 역사의 중요한 자료로 평가된다.

1958년 뮌헨 시는 폰 크라이트마이어의 청동 동상 설치를 의뢰했다. 그러나 인권 변호사들의 항의로 인해 설치는 무마되었다. 인권 변호사들은 동시기 다른 지역들이 고문을 폐지할 무렵에 폰 크라이트마이어는 오히려 고문을 형법에 도입한 사실을 문제 삼았다. 이로인해 크라이트마이어의 동상은 시 관할로 세워지진 못하였고 그의 고향인 오펜슈테텐에 기증되었다.
1. ↑  Stolleis, Michael (2001).  Michael Stolleis, 편집. 《Juristen: ein biographisches Lexikon; von der Antike bis zum 20. Jahrhundert》 (독일어) 2판. München: Beck. 371쪽. ISBN 3406-45957-9.
2. ↑  “Denkmäler: Würkliche Tortur”. 《Der Spiegel》. 1962년 6월 6일. 2019년 6월 22일에 확인함.